# Semen, una historia de amor
Semen, una historia de amor es una película española dirigida por Inés París y Daniela Fejerman, estrenada en 2004. 
Es una comedia romántica que narra la historia de una hermana que está dispuesta a darlo todo por su gemela. En el proceso de ayudarla a ser madre, una serie de acontecimientos impredecibles las dejan atónitas cuando el amor llama a su puerta. 

## Argumento
Ariadna (Leticia Dolera) decide asistir a una clínica de inseminación artificial para concebir un hijo para su hermana gemela Penélope (Leticia Dolera), que no puede concebir. Tras varios intentos, la inseminación se realiza con éxito. El donante resulta ser Serafín (Ernesto Alterio), trabajador de la clínica que, tras enamorarse de la protagonista, decide introducir su propio semen en el procedimiento. Cuando descubre que el hijo no será criado por su enamorada sino por su hermana, Serafín decide secuestrar al recién nacido el día del parto. No obstante, no es hasta meses después, cuando los protagonistas vuelven a encontrarse, que descubre que salió de maternidad con el bebé equivocado. La película acaba con una historia de amor al revés de dos protagonistas muy extraordinarios.

## Personajes y reparto
- Ariadna: Leticia Dolera

Una apasionada trapecista que desea cumplir a toda costa el deseo de su hermana de ser madre. A medida que avanza la trama, vemos cómo su relación con Serafín evoluciona. Una historia de amor que da la vuelta a lo establecido en las comedias románticas. Primero, muestra a los protagonistas siendo padres y finaliza con cómo se enamoran tras los enredos y el azar.  
- Penélope: Leticia Dolera

Hermana de Ariadna, siempre ha deseado ser madre pero es incapaz de tener hijos. Su hermana decide concebir un hijo por ella para que pueda dar rienda suelta a su deseo de ser madre.
- Serafín: Ernesto Alterio

Biólogo que realiza inseminaciones artificiales. Un día, conoce a Ariadna como paciente, pero se enamora de ella perdidamente. Por ello, tras ver que las primeras pruebas no funcionan, decide introducir su propio semen para fecundarla sin que ella lo sepa. Él jamás supo que su futuro hijo no sería cuidado por Ariadna, sino por su hermana. Es por ello, que decide secuestrar al bebé que, posteriormente, descubre que no era suyo debido a una equivocación. No obstante, lo quiere demasiado como para deshacerse de él.
- Emilio: Héctor Alterio

Padre de Serafín. Es el personaje que más humor aporta a la película. Apoya a su hijo en todo momento hasta que descubre la verdad, cuando lo tacha de insensato. 
- Próspero

Recién nacido que Serafín secuestra del área de maternidad el día del parto. Durante meses, su padre lo cuida creyendo que era su progenitor. Cuando descubre lo contrario, decide seguir al cargo de la criatura.

### Resto del Reparto
| Actor/Actriz            | Personaje            |
| ----------------------- | -------------------- |
| Janfri Topera           | Dueño bar            |
| María Pujalte           | Gloria               |
| María Isbert            | Anciana              |
| David Becerra           | Dieguito             |
| Malena Alterio          | Enfermera            |
| Inés París              | Natalia              |
| Jesús Olmedo            | Emilio joven         |
| Elena Vilaplana         | Madre de Serafín     |
| David Martínez Blanco   | Serafín 6 años       |
| Rosario Lara            | Matroña años 70      |
| Miriam Raya             | Inesita              |
| Perpe Caja              | Doña Mariana         |
| Rulo Pardo              | Presentador circo    |
| Momoyo Miya             | Camarera Japonesa    |
| Raúl Fernández de Pablo | Chaval bar           |
| Gorka Mínguez           | Enfermero            |
| Paula Soldevila         | Comadrona            |
| Marian Álvarez          | Enfermera nido       |
| Inge Martín             | Madre bebé parque    |
| Daniela Fejerman        | Mujer Embarazada     |
| Anna Ycobalzeta         | Mujer con bebé       |
| Mariana Bassas          | Chica jóven bar      |
| Marina Bassas           | Chica joven bar      |
| Emilio Buale            | Bombero negro        |
| Aitzpea Goenaga         | Madre Estación       |
| Betsy Túrnez            | Mujer WC estación    |
| Krzysztof Gwizdala      | Tipo Enorme          |
| Cristóbal Owizdala      | Tipo Enorme          |
| Amparo Valle            |                      |
| Carlos Arias Navarro    | Carlos Arias Navarro |

## Curiosidades
En la película, Héctor y Ernesto Alterio interpretan a padre e hijo. En la vida real, esta pareja de actores argentinos son padre e hijo respectivamente. Esta peculiaridad de la película llega a su clímax cuando un tercer miembro de la familia Alterio hace un cameo en el film: la hija de Héctor Alterio, Malena Alterio, es una de las enfermeras de la clínica.

## Críticas

### Recepción del público
En su momento, la película distribuida por Dea PLaneta fue bien acogida por el público. No obstante, no ha envejecido bien y actualmente es considerada como una comedia sin gracia que ridiculiza a los personajes con tal de conseguir carcajadas.

### Recepción de los medios
Por su parte, El País halaga el guion de las directoras y los interminables giros que da la historia. Sin embargo, califica a los personajes de planos y difíciles de empatizar; otorgándola con cuatro estrellas y media. Por su parte, ABC no ve a la película con tan buenos ojos y la califica con tan solo dos estrellas. Fotogramas (revista) hace una buena crítica del largometraje, asegurando que la segunda película colaborativa de las directoras Inés París y Daniela Fejerman es la muestra perfecta de lo bien que trabajan juntas y exaltan su hilarante guion.

## Nominaciones
En el 2005, la película fue nominada a la Biznaga de Oro en el Festival de Málaga de Cine Español del 2005. Finalmente, no consiguió el premio.